# Rogério Caetano
Rogério Caetano (Goiânia, 26 de setembro de 1977 (47 anos)) é um músico, violonista, arranjador, produtor musical e compositor brasileiro. Bacharel em Composição pela Universidade de Brasília e Mestre em Música pela UFRJ, é um premiado virtuose e referência do violão de 7 cordas. Com uma linguagem revolucionária, representa uma nova escola desse instrumento.
Possui um método destinado ao instrumento (em parceria com Marco Pereira, escreveu o método “"Sete cordas, técnica e estilo", trabalho que aborda profundamente a linguagem do violão de 7 cordas principalmente no universo do choro e do samba). Possui uma discografia com 11 álbuns. 
Tem como parceiros em seus trabalhos Yamandu Costa, Hamilton de Holanda, Daniel Santiago, Marco Pereira, Eduardo Neves, Celsinho Silva, Luís Barcelos, Gian Correa, Cristovão Bastos e Coletivo Choro na Rua.
Vem difundindo sua arte no Brasil e exterior realizando concertos em países como Alemanha, França, Itália, Espanha, Áustria, Portugal, Holanda, Bélgica, EUA, China, Índia, Israel, Turquia, África do Sul, e Equador.
Já gravou com artistas como Zeca Pagodinho, Paulinho da Viola, Arlindo Cruz, Beth Carvalho, Alcione, Caetano Veloso, Monarco, Dona Ivone Lara, Maria Bethânia, Nana Caymmi, Ivan Lins, Alcione, Zélia Ducan, Diogo Nogueira, Teresa Cristina, entre vários outros.

## Discografia
- Abre Alas, Brasilia Brasil. 2001. Hamilton de Holanda, Daniel Santiago, Rogério Caetano.

- Pitando o Sete. 2004. Rogério Caetano.

- Rogério Caetano. 2009.

- Yamandu Costa & Rogério Caetano. 2012

- Só Alegria. 2013. Celsinho Silva, Eduardo Neves, Luis Barcelos, Rogério Caetano.

- Cosmopolita. 2016. Rogério Caetano, Eduardo Neves.
- Rogério Caetano Convida. 2017.
- 7. 2018. Rogério Caetano, Gian Correa.
- Cristóvão Bastos e Rogério Caetano, 2020.
- Brasília Brasil Trio Ao Vivo, 2020.
- Rogério Caetano Solo, 2021.

## Produções
- Álbum "Tocata à Amizade". 2015. Yamandu Costa, Rogério Caetano, Alessandro Kramer, Luis Barcelos.
- Álbum "Um abraço no Raphael Rabello, 50 anos". 2012.
- Álbum "Obrigado Zé da Velha". 2023. Coletivo Choro na Rua.

## Prêmios
- IMA (Independent Music Awards 2015)[4]
- Melhores Instrumentistas 2015 - Embrulhador[5]
- 27° Prêmio da Música Brasileira 2016[6]
- Prêmio Profissionais da Música 2017[7]
- Prêmio Profissionais da Música 2018 [8]
- Grammy Latino de Melhor Álbum Instrumental de 2021 (pelo disco Cristovão Bastos e Rogério Caetano, com Cristovão Bastos)[9]
- Prêmio da Música Brasileira 2024 com o Coletivo Choro na Rua (Melhor Grupo Instrumental e Melhor Álbum Revelação)